# Paya Mabar (Tebingtinggi)
Paya Mabar is een bestuurslaag in het regentschap Serdang Bedagai van de provincie Noord-Sumatra, Indonesië. Paya Mabar telt 1348 inwoners (volkstelling 2010).